# Hannes Gassert

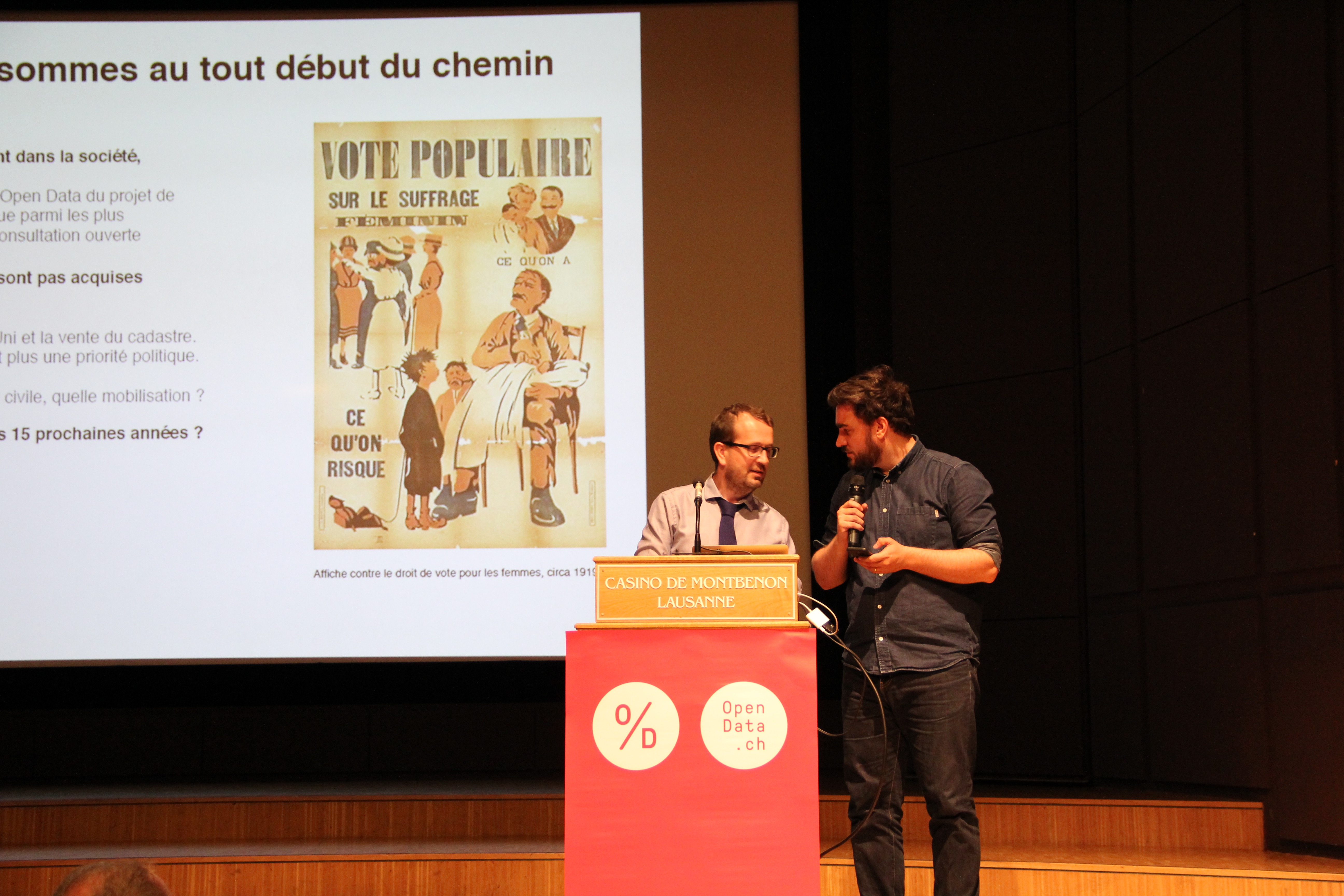
Hannes Gassert (rechts), 2016

Hannes Gassert (* 1981) ist ein Schweizer Unternehmer, Mitgründer und Verwaltungsratspräsident der Liip AG sowie Mitgründer und Präsident des Vereins CH++. 2018 wurde er vom Bundesrat in den neunköpfigen Stiftungsrat der Schweizer Kulturstiftung Pro Helvetia gewählt.

## Leben
Gassert studierte an der Universität Freiburg (Schweiz) zweisprachig Informatik und Medienwissenschaften. Parallel zu seinem Studium gründete er 2007 seine erste Firma, die Webagentur Liip AG in Freiburg gemeinsam mit Gerhard Andrey, Nadja Perroulaz und Christian Stocker. Das holokratisch aufgebaute KMU beschäftigt in Zürich, Lausanne, Bern, Freiburg, Basel und St. Gallen 200 Mitarbeitende.
Seit 2008 setzt sich Gassert für eine nachhaltige Technologiepolitik ein, primär auf nationaler Ebene in der Parlamentarischen Gruppe Digitale Nachhaltigkeit. Als Mitgründer und Vorstandsmitglied von Opendata.ch engagierte sich Gassert zwischen 2011 und 2023 für eine nachhaltige Schweizer Datenwirtschaft und für mehr Innovation und Transparenz in der öffentlichen Hand.
Hannes Gassert initiierte mehrere Event-Serien wie beispielsweise den Webtuesday oder die Netzzunft. Von 2011 bis 2016 kuratierte er die internationale Innovations- und Designkonferenz LIFT mit.
Seit 2014 ist Hannes Gassert Partner der Crowdfunding-Plattform we make it. Im selben Jahr gründete er mit Nicola Forster die Strategieberatung crstl, die interdisziplinäre Innovationsprojekte realisiert. 2017 stiess er als Vorstandsmitglied zu Powercoders, einer Programmierschule für Geflüchtete. Im gleichen Jahr wurde er von "Digitalswitzerland" zum "Digital Shaper 2017" ernannt.

## Politik
Seit 2014 ist Hannes Gassert Mitglied der Expertengruppe Internetpolitik der SP Schweiz und Mitverfasser ihres Internet-Grundlagenpapiers. Als Vorstandsmitglied der Sektion Zürich 9 präsidiert er die Kommission Digitalisierung der SP Kanton Zürich. Im Jahr 2019 kandidierte Gassert im Kanton Zürich für den Nationalrat.
Als Präsident des 2021 gemeinsam mit Marcel Salathé gegründeten Think Tanks CH++ arbeitet er technologiepolitischen Interventionen, etwa in Sachen Cybersicherheit.